# تايلور باريس
تايلور باريس هو لاعب اتحاد الرغبي كندي، ولد في 6 أكتوبر 1992 في باري في كندا.

## وصلات خارجية
- تايلور باريس على موقع سلسلة سباعيات الرغبي العالمية - رجال (الإنجليزية)
- تايلور باريس عل موقع إسبنسكروم (الإنجليزية)
- تايلور باريس على موقع ItsRugby.co.uk (الإنجليزية)
- تايلور باريس على موقع اتحاد ألعاب الكومنولث (مؤرشف) (الإنجليزية)